# 106P/Schuster
106P/Schuster – kometa krótkookresowa, należąca do rodziny komet Jowisza.

## Odkrycie
Kometa została odkryta 9 października 1977 roku w Europejskim Obserwatorium Południowym. Jej odkrywcą był Hans-Emil Schuster.

## Orbita komety i właściwości fizyczne
Orbita komety 106P/Schuster ma kształt elipsy o mimośrodzie 0,59. Jej peryhelium znajduje się w odległości 1,55 j.a., aphelium zaś 5,97 j.a. od Słońca. Jej okres obiegu wokół Słońca wynosi 7,29 roku, nachylenie orbity do ekliptyki to wartość 20,15˚.
Jądro tej komety ma średnicę 1,88 km.